# LiveQuartz
LiveQuartz — графічний редактор, розроблений Роменом Півето для macOS.
Кожен документ знаходиться в єдиному вікні з шарами та фільтрами з обох боків, інструменти відображаються вгорі, налаштування документа можуть бути як зверху, так і знизу, в рядку стану. LiveQuartz має функції редагування зображень на основі шарів, неруйнівні фільтри та відбір, та інструменти малювання і ретушування. LiveQuartz був одним із перших загальнодоступних редакторів растрових зображень, створених на основі Core Image. У травні 2005 року була випущена перша бета-версія iMage (перша назва LiveQuartz), її своєрідність полягала в тому, що це був перший графічний редактор, який використовував два нових фреймворки Mac OS X Tiger: Core Image і Core Data. На початку 2005 року LiveQuartz також був першим додатком для редагування зображень macOS X, який використовував унікальний віконний інтерфейс користувача без «палітр».

## Особливості
- Використовує такі технології, як Cocoa (API), Quartz (графічний шар), Core Data[en] і Core Image[en].
- Використовує редагування на основі шарів і неруйнівні фільтри (фільтри можна об'єднати в окремий шар під час використання певних інструментів або під час виконання певних дій, таких як вирізання виділеного фрагмента тощо).
- Інструменти відбору та ретуші.
- LiveQuartz надає необмежену кількість (на один документ) повернень на крок назад (з моменту відкриття програми).
- Інтегрується з macOS і такими програмами, як Photos. Підтримує Drag-and-drop та стандартні формати зображень (JPEG, PNG, TIFF, HEIF).
- Зображення можна імпортувати різними способами: їх можна перетягнути з Finder або інших програм; відкрити з меню «Файл»; поділитися з програми Photos. Їх можна зробити всередні програми за допомогою камери iSight[en], імпортувати зі сканера чи підключеної камери, або взяти з пристрою iOS, який має той самий обліковий запис iCloud, що й мак із Camera Continuity у macOS Mojave.
- Підтримує інші функції macOS, таких як мультидотикові жести, версії, автоматичне збереження та повноекранний режим.

## Інструменти
| Ім'я                                                                                  | Опис | Налаштування                                   |
| ------------------------------------------------------------------------------------- | --- | ---------------------------------------------- |
| Інструмент стрілка                                                                    | Переміщення, вирізання та копіювання шарів або частини шарів із виділеннями. |                                                |
| Інструмент кисть                                                                      | Фарбування радіальною градієнтною формою. | Розмір і колір                                 |
| Інструмент дублювання                                                                 | Дублювання пікселів. Опорна точка вибирається клацанням клавіші «alt». | Розмір                                         |
| Інструменти малювання (лінія, прямокутник, прямокутник із заливкою, овал із заливкою) | Малювання фігур. За допомогою клавіші shift можна встановити обмежувач. Коло для овалів, квадрати для прямокутників, 45° або 90° для ліній. | Розмір, колір, радіус кута (для прямокутників) |
| Інструменти градієнтів (лінійні та радіальні)                                         | Малювання градієнтів. | Колір 1, колір 2                               |
| Текстовий інструмент                                                                  | Створення шару форматованого тексту. | Колір                                          |
| Інструмент гумка                                                                      | Видалення пікселів радіальною градієнтною формою. | Розмір                                         |
| Інструмент гумка для фону та відро                                                    | Гумка для фону видаляє всі пікселі в шарі, що мають той самий колір, що й той, який знайдено після клацання мишею. Відхилення кольору регулюється, утримуючи натиснуту клавішу миші та рухаючись далі від початкової точки. Відро заповнить вибране поле кольором інструмента. Відхилення кольору можна змінити так само, як гумку для фону. | Колір                                          |
| Спіральний інструмент                                                                 | Використовується для встановлення деяких параметрів точки фільтрації. Наприклад, під час застосування рельєфного викривлення, коли в інтерфейсі користувача вибрано параметр «центр», вибрається спіральний інструмент, щоб користувач міг вибрати точку застосування.                                                                       |                                                |
| Інструмент вибору кольору                                                             | Використовується для вибору кольору, який є на зображенні. Він підбирає колір завдяки своїй прозорості. |                                                |
| Інструмент виділення прямокутника                                                     | Виділення прямокутної частини зображення, щоб обмежити редагування цією зоною або обрізати документ чи шар. | Колір і різкість меж                           |
| Інструмент виділення овалу                                                            | Виділення овальної частини зображення, щоб обмежити редагування цією зоною або обрізати шар. | Колір і різкість меж                           |
| Інструмент виділення ласо                                                             | Виділення частини зображення з траєкторією багатокутника, щоб обмежити редагування цією зоною або обрізати шар. Ласо має режими: перший режим використовується шляхом утримання натиснутої клавіши миші, а інший — послідовними клацаннями.                                                                                                  | Колір і різкість меж                           |
| Інструмент збільшувального скла                                                       | Використовується для збільшення або зменшення відображуваного розміру документа. | Колір і різкість меж                           |

## Підтримувані формати файлів зображень
| Ім'я                                                                                     | Підтримка альфа-каналу | Написати у підтримку |
| ---------------------------------------------------------------------------------------- | ---------------------- | -------------------- |
| Формат зображення Rhapsoft (формат збереження LiveQuartz)                                | Так                    | Так                  |
| PNG                                                                                      | Так                    | Так                  |
| JPEG                                                                                     | Ні                     | Так                  |
| TIFF                                                                                     | Так                    | Так                  |
| HEIF                                                                                     | Так                    | Так                  |
| JPEG 2000                                                                                | Так                    | Так                  |
| PDF                                                                                      | Так                    | Так                  |
| GIF                                                                                      | Так (1 біт)            | Так                  |
| KTX                                                                                      | Так                    | Так                  |
| Файл у форматі BMP                                                                       | Ні                     | Так                  |
| Photoshop PSD (обмежена підтримка: втрачається неруйнівна інформація, така як шари тощо) | Так                    | Так                  |
| Truevision TGA                                                                           | Так                    | Так                  |
| OpenEXR                                                                                  | Так                    | Так                  |
| PBM                                                                                      | Так                    | Так                  |
| X BitMap                                                                                 | Ні                     | Ні                   |
| ICO                                                                                      | Ні                     | Ні                   |
| МАЛ                                                                                      | Ні                     | Ні                   |
| Зображення QuickTime                                                                     | Ні                     | Ні                   |
| Зображення Silicon Graphics                                                              | Ні                     | Ні                   |
| Mac Paint                                                                                | Ні                     | Ні                   |
| FlashPix                                                                                 | Ні                     | Ні                   |
| Apple Icon Image format                                                                  | Ні                     | Ні                   |
| Radiance                                                                                 | Ні                     | Ні                   |
| RAW                                                                                      | Ні                     | Ні                   |

## Історія версій (у порядку зменшення дати)

### LiveQuartz
| Дата випуску               | Версія                                           | Мінімальні вимоги до macOS | Примітка до випуску |
| -------------------------- | ------------------------------------------------ | -------------------------- | --- |
| Грудень 2018               | 2.8                                              | 10.11                      | Нові можливості: - У меню «Редагувати» можна відновити останній вибір - Оскільки це схоже, новий «Paint Bucket» доступний, якщо вибрати інструмент гумка для фону з натиснутою клавішею «alt». - Тепер можливе перетягування текстових шарів (раніше шар перетворювався на шар піксельного зображення) - Стандартні точки введення кутів для певних фільтрів трансформації тепер за замовчуванням до поточної позиції кутів (приклад: фільтр «Корекція перспективи») Виправлення помилок: - Перетягування шарів і фільтрів між двома документами LiveQuartz знову в Mojave - Виправлення проблеми з інструментами малювання з певними конфігураціями на Mojave (олівець і інструмент дублювання) - Прокручування за допомогою пристроїв введення, таких як магічна миша, вимкнено під час використання інструментів, щоб уникнути дротової поведінки - Виправлення проблеми англійської локалізації в інструменті вибору фільтрів - Вирішено проблему розміру шару з гумкою для фону під час використання виділення |
| Вересень 2018              | 2.7                                              | 10.11                      | Нові можливості (macOS Mojave): - Підтримка темного режиму - Інструмент лінійного градієнта використовує фільтр кращої якості для створення зображення градієнта - Нове власне діалогове вікно із запитом перевірки App Store, яке іноді відображатиметься після експорту зображення - Безперервна підтримка камери (клацніть «ctrl» або клацніть правою кнопкою миші в списку шарів) Виправлення помилок: - Виправлення проблеми з пісочницею, що перешкоджає імпорту зображень зі сканера або камери в певних конфігураціях - Запобігання можливому зависанню під час відкриття документів (під час створення попереднього перегляду шарів) - Виправлення збою, через який QuickLook не працював належним чином - У Mojave вирішено проблему оновлення під час видалення фільтрів - У Mojave виправлено помилку, яка перешкоджала зміні порядку шарів або фільтрів за допомогою перетягування - Примітка: (Тимчасовим) обхідним шляхом було вимкнути можливість перетягувати шари та фільтри між двома документами LiveQuartz у Mojave. |
| Червень 2018               | 2.6                                              | 10.11                      | Нові можливості: - Краща продуктивність під час прокручування та зміни розміру вікна завдяки використанню основних переглядів шару анімації - Тепер, принаймні на Sierra, ви можете перетягнути кілька фотографій із програми Photos в LiveQuartz Виправлення помилок: - Виправлено помилку з альфа-версією, введену з оптимізацією фільтрів у 2.5.21 - Більш ефективна оцінка розміру файлу - LITE: кнопка «Відновити» повернулася, щоб мати можливість відновити попередню покупку, якщо вона не знайдена автоматично (новий mac тощо) - LITE: перетягування одного або кількох шарів більше не враховує обмеження на один експорт на день |
| Квітень 2015 -> Весна 2018 | 2.5: спеціальна версія LiveQuartz до 10-річчя 🎂 | 10.10                      | Нові можливості: - Новий інструмент виділення еліпс - Покращений інструмент виділення ласо з двома режимами: класична поведінка, яка використовується як зазвичай (клацніть, перетягніть і відпустіть кнопку миші, щоб закрити виділення) АБО новий багатокутний режим, у якому ви робите кілька послідовних клацань, щоб визначити сегменти багатокутника. Ви закриваєте шлях виділення кнопкою «Закрити» або клавішею «↩︎» (тут клавіша «esc», щоб скасувати вибір) - Нові параметри виділення для застосування ефекту розмиття до меж виділення (без ефекту розмиття за замовчуванням) - Обрізання шару (доступне в контекстному меню шару, клацнувши правою кнопкою миші на вибраних шарах у списку шарів) тепер доступне для будь-якого типу виділення. Це надає LiveQuartz нові базові можливості маскування (прямокутне, еліптичне, ласо та багатокутне маскування з прогресивними межами на вибір). - Перероблені ручки зміни розміру прямокутника - Кращий відгук про значення розміру інструменту та точніші параметри розміру інструменту для малих розмірів (повзунок використовує логарифмічний повзунок) - Інструменти малювання тепер мають курсори динамічного розміру, щоб показати форму інструмента - Інструмент стрілка (перетягування шару) можна обмежити лінією або вертикальним переміщенням за допомогою клавіші «⇧». - Вибір прямокутників можна обмежити квадратами за допомогою клавіші «⇧». - Вибір еліпса можна обмежити колами за допомогою клавіші «⇧» - Виправлено помилку зі скасуванням групування в деяких інструментах малювання - Виправлено помилку з курсорами, коли є виділення - Виправлено помилку з гумкою для фону під час її використання, натискаючи непрозорий колір |
| Жовтень 2014               | 2.4                                              | 10.10                      | Нові можливості: - Повністю підтримує OS X 10.10 Yosemite з багатьма виправленнями помилок - Нова переписана панель захоплення камери iSight (cmd-⇧-O) - Тепер LiveQuartz завжди відкриває зображення як файли rhif - Шари тепер можна від'єднати - Примітка. Версії 2.4 і новіші не підтримуватимуть версії OS X до Yosemite. Якщо ваша система не оновлена, ви можете завантажити 2.3.3 для Lion, Mountain Lion або Mavericks. |
| Квітень 2014               | 2.3                                              | 10.7.5                     | Нові можливості: - Новий інструмент вибору кольорів (доступний за допомогою клавіші «alt») - Інструмент прокручування видалено |
| 09/2013                    | 2.2                                              | 10.7.5                     | Нові можливості: - Деякі помилки інтерфейсу користувача виправлено (виправлено проблему розміру вікна у «версіях» тощо) - Основну помилку під час використання Magic Eraser із виділеннями виправлено - Під час малювання прямокутників тепер можливі більш округлені кути - Більший максимальний розмір інструментів - Нові налаштування розміру напрямної сітки фону в налаштуваннях - Новий фон перегляду прокрутки зображення з тінню (легше бачити сірі та чорні зображення) - Більш інтуїтивно зрозуміла поведінка всієї програми під час роботи з шарами з фільтрами. Наприклад, при використанні гумки видимі фільтри автоматично об'єднуються в шар. Якщо ви хочете зберегти деякі фільтри, вимкніть їх перед внесенням змін до шару. - Виправлено назви фільтрів симетрії - Нове сповіщення, коли вперше відкривається файл без rhif, щоб пояснити, що його збереження є деструктивним - Обрізання текстового шару (контекстне меню шару) - Виправлення помилок Mavericks - Нова спрощена версія з In App Purchase |
| 03/2013                    | 2.1                                              | 10.7.5                     | Нові можливості: - У контекстному меню шарів доступні нові дії: «вирізати», «копіювати» та «обрізати» - «Обрізати» шар є новим у LiveQuartz. Раніше можна було лише обрізати виділення на всьому документі. Тепер ви можете обрізати шари зображення окремо або групою. Щоб мати можливість обрізати, ви повинні вибрати прямокутник за допомогою інструмента виділення та клацнути правою кнопкою миші або клацнути на шарі або вибраних шарах, утримуючи клавішу ctrl. Зауважте, що оскільки ця дія видаляє пікселі, які знаходяться за межами прямокутника кадрування, це може бути технікою зменшення використання пам'яті та розміру файлу «rhif» - Перетягніть фільтри, щоб скопіювати їх на інший шар того самого документа або на інший шар (чи фільтри) іншого документа. Тож тепер ви можете легко використовувати свої найкращі фільтри, зберігаючи всі спеціальні параметри - Новий полегшений інтерфейс користувача під час входу в історію «Версії» на Mountain Lion - Обмеження щодо назви шару, розміру зображення, розміру шару та позицій шару знято, щоб уникнути помилок, які можуть плутати з автозбереженням - Виправлена основна помилка під час відкриття файлів LiveQuartz 1 - Простіший спосіб обробки міграцій до версії 2 під час відкриття файлів LiveQuartz 1. У LiveQuartz 2.0.x файли були переміщені в пісочницю. Тепер у LiveQuartz 2.1 резервна копія вихідного файлу поміщається в пісочницю LiveQuartz, але перенесений файл (той, який ми використовуємо) не переміщується - Більш надійна обробка помилок під час відкриття файлів - Виправлено помилки оновлення під час скасування або повторного виконання дій із фільтрами                                               |
| 08/2012                    | 2.0                                              | 10.7.4                     | Нові можливості: - Створено для Mountain Lion і Lion - Підтримка «Пісочниці» - Підтримка повного екрана - Спрощений і сучасніший інтерфейс користувача з більшою кількістю контекстної інформації - Новий інтерфейс текстового шару (повний текстовий редактор для кожного текстового шару з параметрами редагування форматованого тексту та вирівнювання тощо) - Додано більше стандартних фільтрів (доступно понад 110 фільтрів) - Підтримка спливаючого меню спільного доступу для експорту на такі популярні соціальні вебсайти, як: Twitter, Flickr, Email, AirDrop, Message і зовсім скоро: Facebook (лише на Mountain Lion) - Підтримка автоматичного збереження (лише на Mountain Lion) - Підтримка версій (тільки на Mountain Lion) - Оновлений формат файлу RHIF - Нове меню «Експорт» для експорту зображення LiveQuartz у популярні формати файлів зображень - Статус підтримки дисплея Retina: критичні помилки виправлено, але помилки деяких інструментів залишаються (інструменти малювання та вибір). - Після додавання кількох сторінок PDF-файлу як шару, можна вибрати сторінку у спливаючому вікні налаштувань шару. - Точне розташування шарів - Можливе заповнення шару поточним кольором - Виправлення помилок плагіна QuickLook - Більш стабільний імпорт із пристрою та інтерфейс сканера (тільки на Mountain Lion) - Виправлення помилок, що впливають на LiveQuartz на Lion і Mountain Lion |
| 02/2012                    | 1.9.7                                            | 10.6.6                     | Виправлення помилок: - Засіб вибору «Зробити знімок» повернувся до стандартного розміру - Деякі виправлення помилок |
| 07/2011                    | 1.9.6                                            | 10.6.6                     | Виправлення помилок: - Виправлення помилок у Lion |
| 04/2011                    | 1.9.5                                            | 10.6.6                     | Нові можливості: - Експорт у Facebook - У меню «Довідка» тепер є пряме посилання на сторінку AppStore LiveQuartz |
| 03/01/2011                 | 1.9.4                                            | 10.6.6                     | Виправлення помилок: - Виправлено проблему порядку кольорів лінійного градієнта - Працює на Lion |
| 02/05/2011                 | 1.9.3                                            | 10.6.6                     | Нові можливості: - Нова піктограма програми, розроблена NendoMatt (http://www.nendomatt.com) - Покращена гумка для фону з прогресивними межами - Лінійний градієнт: натискаючи клавішу ⇧ під час її використання, можна збільшити кути на 45 градусів (так само, як інструменти малювання) - За замовчуванням нові документи мають розмір 800 на 600 пікселів - Невеликі коригування інтерфейсу - Виправлення помилок |
| 01/13/2011                 | 1.9.2                                            | 10.6.6                     | Нові можливості: - Додано параметр у налаштуваннях для експорту з або без альфа-фону (для форматів зображень, які підтримують альфа-версію) |
| 01/06/2011                 | 1.9.1 (Mac App Store)                            | 10.6.6                     | Нові можливості: - LiveQuartz 1.9.1 є першим випуском, доступним у Mac AppStore - Виправлення помилок - Інструмент вільної лінії було видалено, оскільки він недостатньо диференціював з пензлем |
| 2011                       | 1.9.0.1                                          | 10.6                       | Нові можливості: - LiveQuartz 1.9.0.1 є лише випуском Snow Leopard. Старіші версії залишаються доступними на вебсайті. - Виправлення помилок |
| 01/26/2010                 | 1.9                                              | 10.6                       | Нові можливості: - LiveQuartz 1.9 є лише випуском Snow Leopard. Старіші версії залишаються доступними на вебсайті. - Різні виправлення помилок і оптимізація GrandCentralDispatch у Snow Leopard - Швидший вихід і краще використання кількох ЦП - Нові трансформації «Фліп» додано в категорію фільтрів геометрії (по горизонталі та вертикалі) - Новий фільтр «Тінь» додано в категорію фільтрів стилізації - Краща локалізація параметрів фільтра (з повним поясненням на панелі параметрів фільтра) - Фільтри представлені в порядку: зверху вниз - Вирішено помилку зміщення відображення шару на трансформованих шарах, які мають деякі фільтри - Відображення зображення з точністю до пікселів і малювання з точністю до пікселів при точній роботі над пікселями (окрім випадків використання перетворень масштабу та обертання або тексту) - Переписані та виправлені інструменти малювання - Інструменти малювання прямокутника із закругленими кутами - «Імпортувати з пристрою…» додано для імпорту зі сканерів, цифрових камер, iPhone тощо - Додано меню «Нове з буфера обміну…» - Нова опція збереження як плоских форматів зображення, щоб (не) зберегти альфа-версію для фону - Остання позиція вікна збережена - Вставлення виділеного зображення тепер вставляє його в те саме місце, де й оригінал |
| 10/02/2009                 | 1.8.4                                            | 10.5                       | Виправлення помилок: - Виправлення помилок у Snow Leopard: відкриття PDF-файлів |
| 09/01/2009                 | 1.8.3                                            | 10.5                       | Виправлення помилок: - Виправлення помилок у Snow Leopard |
| 03/31/2009                 | 1.8.2                                            | 10.5                       | Нові можливості: - Додано 64-розрядний двійковий файл Intel. Тепер LiveQuartz працюватиме в 64-розрядній версії, якщо є принаймні MacOS 10.5.6 на Core2Duo або кращої версії. - Японська локалізація (завдяки Shintaro Ikegaki і Ryuta Kojima) - Параметри для кольору та шрифту за замовчуванням - Нова більш проста система livequartz-update (http://sparkle.andymatuschak.org) |
| 06/09/2008                 | 1.8.1                                            | 10.5                       | Нові можливості: - Нова поведінка інструментів малювання та градієнта: за замовчуванням LiveQuartz більше не створює новий шар кожного разу, коли використовується інструмент (якщо подобається стара поведінка, можна повернути її, ввівши в програмі «термінал»: «defaults write com.rhapsoft.livequartz IMDrawingWithoutMerging YES») - LiveQuartz зберігає поточний вибраний інструмент після малювання - При натиснутій клавіші «⇧» інструменти прямокутника та овалу зберігають пропорції 1:1. А при натиснутій клавіші «⇧» інструмент «Лінія» змінює кут на 45° - Вибравши «Зберегти як…» для стандартного формату файлу зображення, ви зможете переглянути остаточний розмір файлу. - Виправлено помилку відкриття файлу (при наявності порожніх шарів) - Виправлено дуже стару помилку з відображенням вибору «ласо», яке робило деякі паузи - Виправлено помилку плагіна «RHIF» Spotlight - 1.8.1 лише для MacOS 10.5.3, оскільки LQ має деякі проблеми із зависанням на PowerPC з 10.5.2 |
| 04/16/2008                 | 1.8                                              | 10.5                       | Нові можливості: - Починаючи з випуску 1.8, LiveQuartz доступний лише для Leopard macOS 10.5 - LiveQuartz підтримує мультидотики (з сумісними трекпадами): проведення (вибір інструментів і вибір вибраного шару), обертання (обертання шару) і збільшення (збільшення та трансформація масштабу шару) - Новий безкоштовний інструмент малювання ліній (клацніть підменю інструмента ліній, щоб вибрати його) - Новий стандартний інструмент вибору фільтрів Leopard із закладками («Колекції») - Дія гумки для фону може бути обмежена виділенням - Більш логічне об'єднання шарів: тепер об'єднуються лише вибрані шари - Глобальне змінення розміру зображення стало можливим - Новий інтерфейс користувача параметрів інструменту (відображаються лише інструменти, доступні для поточного інструменту) - Нове налаштування ширини лінії для інструмента малювання - PDF-файли, текст і шари малюнків відображаються правильно (якщо не змінюється їхній вміст і не використовуємо для них фільтри) - Нове меню «Зробити знімок» для використання стандартної фотокамери Leopard (знімки з камери iSight) - Багато виправлень помилок - Оптимізація використання пам'яті - Швидший час запуску - Швидший плагін QuickLook (формат RHIF) - QuartzGL (швидша система відображення) доступна в налаштуваннях, але не ввімкнена за замовчуванням |
| 04/01/2008                 | 1.7.3                                            | 10.4                       | Виправлення помилок: - Виправлено помилку: під час вставлення графіки спостерігався ефект розмиття - Виправлено помилку: була помилка під час скасування після відкриття документа rhif - Покращення: скасування інструментів тепер згруповано |
| 02/16/2008                 | version 1.7.2                                    | 10.4                       | Виправлення помилок: - Виправлено помилку в режимі збереження «RHapsoft Image Format» |
| 11/17/2007                 | 1.7.1                                            | 10.4                       | Нові можливості: - Нове налаштування в налаштуваннях кольору фонової сітки - Виправлено помилку в інструменті імпорту RHapsoft Image Format QuickLook |
| 10/30/2007                 | 1.7                                              | 10.4                       | Нові можливості: - Виправлено помилку: у попередніх версіях під час експорту тексту, який має альфа-версію та не має фільтра, текст ставав непрозорим - Новий надзвичайно простий у використанні інструмент для стирання фону (лише на Leopard) - Готовий QuickLook (лише на Leopard) |
| 09/28/2007                 | 1.6.5                                            | 10.4                       | Виправлення помилок: - Виправлення помилок для Leopard |
| 05/29/2007                 | 1.6.4                                            | 10.4                       | Нові можливості: - Leopard 10.5 готовий - Потенційну помилку, яка могла спричинити збій під час запуску, виправлено. Програма може запускатися повільніше, ніж попередні збірки, але вона набагато безпечніша. |
| 10/06/2006                 | 1.6.3                                            | 10.4                       | Нові можливості: - Більше немає значка попереднього перегляду для файлів, створених за допомогою LiveQuartz, щоб зменшити розмір файлу маленьких зображень - Під час використання інструментів на шарі інші шари більше не приховуються - Італійська локалізація додана завдяки Simone D |
| 06/10/2006                 | 1.6.2                                            | 10.4                       | Нові можливості: - Розпізнано сторонні блоки зображень CoreImage (просто помістіть їх у …/Library/Graphics/Image Units) |
| 06/07/2006                 | 1.6.1                                            | 10.4                       | Виправлення помилок: - Виправлення помилок |
| 04/27/2006                 | 1.6                                              | 10.4                       | Нові можливості: - Підтримується набагато більше форматів зображень (Photoshop, row тощо) - Можливість вибору стиснення файлів JPEG - Багато виправлень помилок - Оптимізація швидкості та пам'яті - Кращий відгук спірального (фільтруючого) інструменту - Краща поведінка текстового шару - Новий вебсайт для LiveQuartz створений Лоїком Віллеттом - Іспанську локалізацію додано завдяки Мануелю Рівесу |
| 04/07/2006                 | 1.5.2                                            | 10.4                       | Виправлення помилок: - Уникнення дуже серйозних тупикових ситуацій під час використання інструментів малювання з MacOS 10.4.6 (помилка CoreImage) |
| 01/15/2006                 | 1.5.1                                            | 10.4                       | Виправлення помилок: - Виправлення російської локалізації - Оптимізації на копіях - Виправлено помилку внутрішньої обробки зображень - Додано китайську локалізацію |
| 01/09/2006                 | 1.5                                              | 10.4                       | Нові можливості: - Повністю переписана підсистема відбору - Новий інструмент виділення ласо - Нові інструменти лінійного та радіального градієнтів - Нова функція: «Заповнити виділене поточним кольором» (меню «Редагувати») - Новий інтерфейс натхненний Apple iTunes 6 і Apple Mail 2 - Новий альтернативний інтерфейс із усіма налаштуваннями праворуч від вікна (доступний у налаштуваннях) - Нова опція налаштування для приховування налаштувань під час відкриття вікна - Виправлення помилок - Нова локалізація: перська (Алі Самаді) - Універсальний двійковий файл, скомпільований на XCode 2.2 |
| 11/01/2005                 | 1.2                                              | 10.4                       | Нові можливості: - Інструмент виділення має новий більш класичний і логічний вигляд (скролери тепер приховані, коли вони не потрібні) - Виправлено помилку перетягування (було введено з 1.1) - Завершено локалізацію (німецька та китайська) - Нова локалізація: російська (Михайло Крекін) |
| 09/13/2005                 | 1.1                                              | 10.4                       | Нові можливості: - 5 нових інструментів малювання: лінія, обведений прямокутник, зафарбований прямокутник, обведений овал і зафарбований овал - Поведінка інструментів малювання тепер правильна (плавне малювання, більше немає балів) - Інструменти правильно вмикаються та вимикаються на панелі інструментів - Нові ярлики - Виправлено помилку з вказівним інструментом CoreImage - Виправлено серйозну помилку збою регресії (скасування нового шару з подальшою будь-якою операцією), введену з 1.0.1 |
| 08/23/2005                 | 1.0.2                                            | 10.4                       | Виправлення помилок: - Виправлено помилку під час встановлення фільтра - Виправлено помилку регресії в обробці шару |
| 08/20/2005                 | 1.0.1                                            | 10.4                       | Виправлення помилок: - Виправлено два витоки пам'яті |
| 08/16/2005                 | 1.0 final                                        | 10.4                       | Нові можливості: - Покращений інтерфейс із додатковим простором для зображення - Оновлення керування курсором - У спливаючому меню фільтрів фільтри сортуються за категоріями з попереднім переглядом - Нова опція для об'єднання шарів - Інструменти CoreImage переписані, щоб їх можна було використовувати на трансформованих шарах - Правильно відкриває зображення з роздільною здатністю 72 dpi і завжди зберігає з цією здатністю - Зображення, перетягнуте в нове вікно, має правильно врахований розмір - Під час відкриття зображень масштабування налаштовується так, щоб зображення відповідало вікну - Демонстраційне відео додано в «Довідку» - Оновлення програмного забезпечення додано - Виправлено помилку «Зберегти як» із файлами rhif - Виправлена помилка візуального масштабування - Китайська локалізація |
| 06/13/2005                 | 1.0 ß5                                           | 10.4                       | Нові можливості: - Нова фонова сітка - Нова опція в нижній правій частині вікна, щоб приховати інтерфейс фільтрів - Новий інструмент дублювання - Виправлення помилок - Краща підтримка Spotlight: тепер файли RHIF розпізнаються як файли зображень - Додано копіювання та вставлення зображення - Універсальні двійкові файли (сумісність з PowerPC ТА Intel X86) - Німецька локалізація |
| 05/16/2005                 | 1.0 ß4                                           | 10.4                       | Виправлення помилок: - Основну проблему вирішено: неможливо було зберегти файл із типом rhif, якщо це був файл іншого типу - Основна візуальна помилка: відфільтровані шари були обрізані - Візуальна помилка: після відкриття файлу, відмінного від rhif, виникали проблеми з оновленням |
| 05/12/2005                 | LiveQuartz 1.0 ß3                                | 10.4                       | Виправлення помилок: - Основну проблему вирішено: зависання під час збереження файлів (було представлено ß2) - Новий текстовий інструмент - Нова назва та значок програми |
| 05/09/2005                 | iMage 1.0 ß2                                     | 10.4                       | Нові можливості: - Необмежене скасування повністю працює - Пряме відкриття зображень працює - Правильно вибрано спливаюче меню фільтрів - Формат RHIF готовий до прожектора (можна шукати слово, яке є в назві шару) - Інтерфейс користувача уточнено - Додано французьку локалізацію |
| 05/02/2005                 | iMage 1.0 ß1                                     | 10.4                       | Перший публічний випуск |
| Осінь 2004                 | Alpha                                            | 10.3                       | Перші внутрішні збірки «iMage» |